# ناحیه مدروسه
ناحیه مدروسه (به عربی: دائرة مدروسة) یک ناحیه در الجزایر است که در استان تیارت واقع شده‌است.